# 瓦羅納 (喬治亞州)
瓦羅納（英語：Valona）是位於美國喬治亞州麥金托什縣的一個非建制地區。該地的面積和人口皆未知。

## 地理
瓦羅納的座標為31°28′42″N 81°20′38″W / 31.47833°N 81.34389°W，而該地的平均海拔高度為3米（即10英尺）。